# Cecil Hotel

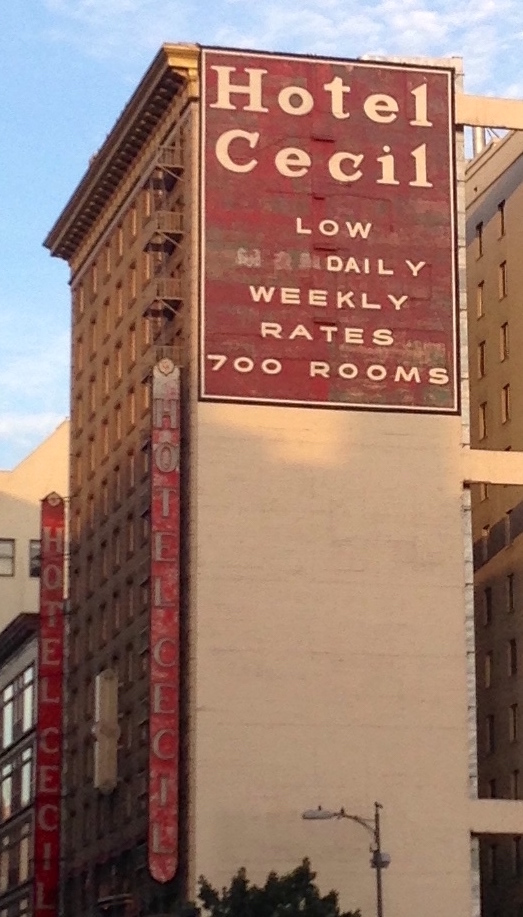
O Cecil Hotel em Los Angeles

Cecil Hotel ou Hotel Cecil é um hotel de baixo-custo no centro de Los Angeles, localizado na 640 S. Main Street, inaugurado em 20 de dezembro de 1924.  O hotel foi renomeado para Stay On Main como um esforço para distanciar o estabelecimento de seu passado sombrio. O edifício de 19 andares tem 700 quartos. O hotel tem uma história complicada, com muitos suicídios e mortes. Em 2017, estava sendo reformado e remodelado em uma mistura de quartos de hotel e unidades residenciais. O hotel será reaberto para negócios em outubro de 2021.

## História
O Cecil foi construído em 1924 por três hoteleiros - William Banks Hanner, Charles L. Dix e Robert H. Schops - como um destino para viajantes a negócios e turistas.  Projetado por Loy Lester Smith no estilo Beaux Arts e construído por WW Paden, o hotel custou 1,5 milhão de dólares para ser concluído e ostentava um opulento saguão de mármore com vitrais, palmeiras em vasos e estátuas de alabastro. Os três hoteleiros investiram cerca de 2,5 milhões de dólares na empresa, com o conhecimento de que vários hotéis semelhantes haviam sido estabelecidos em outro lugar no centro da cidade, mas cinco anos após sua inauguração, os Estados Unidos mergulharam na Grande Depressão. Embora o hotel tenha florescido como um destino da moda na década de 1940, as décadas seguintes viram o declínio do hotel, como a área próxima conhecida como Skid Row tornou-se cada vez mais povoada com transitórios. Cerca de 10 mil desabrigados viviam em um raio de 6 km.
O anúncio icônico no lado direito do prédio originalmente continha a palavra "Monthly". Os restos das primeiras letras ainda podem ser vistos e é por isso que a palavra atual "Daily" está alinhada do lado direito, ao contrário das outras linhas.
Em 2007, uma parte do hotel foi reformada depois que novos proprietários assumiram o lugar.
Em 2011, parte do Cecil Hotel foi rebatizada como "Stay on Main" com áreas de recepção separadas durante o dia, mas com instalações compartilhadas e seu site oficial continuou sendo thececilhotel.com.
Em 2014, o hotel foi vendido para o hoteleiro da cidade de Nova York Richard Born por 30 milhões de dólares, após o qual outra empresa sediada em Nova York, Simon Baron Development, adquiriu um arrendamento do terreno por 99 anos.  Em 2016, Matt Baron, presidente da Simon Baron, disse que estava comprometido com a preservação de componentes arquitetônicos ou historicamente significativos do edifício, como o grande saguão do hotel, mas sua empresa planejava reconstruir completamente o interior e consertar a "miscelânea" trabalho que havia sido feito nos anos mais recentes. Além de renovar os quartos, o desenvolvedor também planeja uma academia, um lounge e uma piscina na cobertura. O hotel foi fechado em 2017 para reforma. A conclusão do projeto está prevista para 2021.
Em fevereiro de 2017, o Conselho da Cidade de Los Angeles votou para considerar o Cecil um Monumento Histórico-Cultural, por ser representativo de um hotel americano do início do século XX e por causa da importância histórica de sua obra arquitetônica.

## Reputação por violência, suicídio e assassinato
O primeiro suicídio documentado no Cecil ocorreu na noite de 22 de janeiro de 1927, quando Percy Ormond Cook, de 52 anos de idade, deu um tiro na cabeça enquanto estava dentro de seu quarto de hotel após não conseguir se reconciliar com sua esposa e filho. O The Los Angeles Times relatou que ele foi levado às pressas para o The Receiving Hospital com poucas chances de sobrevivência; registros de óbito revelam que ele morreu naquela mesma noite. A próxima morte relatada ocorreu em 1931, quando um hóspede, W. K. Norton, morreu em seu quarto após tomar cápsulas de veneno. Ao longo das décadas de 1940 e 1950, ocorreram mais suicídios no Cecil. Em 2008, dois residentes de longa data se referiram ao Cecil como "O Suicídio" e ele se tornou um apelido popular nas redes sociais anos depois. RoomSpook, um site que rastreia mortes em hotéis, lista pelo menos 13 suicídios ocorridos no hotel.
Além dos suicídios, a história do Cecil inclui outras violências e acontecimentos preocupantes. Também se tornou um ponto de encontro notório para casais adúlteros, atividade de drogas e um terreno comum para profissionais do sexo.
Em 2015, enquanto pesquisava o Cecil Hotel para um artigo para o KCET, o pesquisador Hadley Meares afirmou que em 1947, Elizabeth Short, apelidada pela mídia como a Dália Negra, havia rumores de ter sido vista bebendo no bar Cecil nos dias anteriores do seu assassinato notório e ainda não resolvido. No entanto, essa afirmação parece nada mais ser do que a recontagem de uma falsidade há muito esquecida que apareceu pela primeira vez em uma coluna de 1995 escrita por Steve Harvey do Los Angeles Times. Sem verificar a alegação, Harvey citou Ken Schessler, autor do livro This is Hollywood, dizendo: “Em 11 de janeiro de 1947, apenas três dias antes de ser assassinada, a Dália Negra foi vista no bar em o Cecil Hotel com uma namorada e dois marinheiros.” Schessler então acrescentou: "Na verdade, o hotel e os bares no mesmo quarteirão, incluindo o Dugout ao lado, foram alguns dos pontos de encontro favoritos de Elizabeth Short durante a semana antes de ela ser morta." A afirmação da Dália Negra de Schessler é fácil de refutar. De acordo com os registros do LAPD, Short foi vista viva pela última vez no Millennium Biltmore Hotel em 9 de janeiro e não foi vista novamente até que seu corpo foi descoberto em um campo vazio em 15 de janeiro. Não há registros de que Elizabeth Short tenha estado no Cecil Hotel.
Em 1964, uma operadora de telemarketing aposentada chamada Pigeon Goldie Osgood, que era uma conhecida e querida residente de longa data do hotel, foi encontrada morta em seu quarto. Ela foi estuprada, esfaqueada, espancada e seu quarto saqueado. Jacques B. Ehlinger foi acusado do assassinato de Osgood porque ele foi visto coberto de sangue vagando pelas ruas próximas ao hotel, mas mais tarde foi inocentado como suspeito. Seu assassinato permanece sem solução.
Talvez o mais infame, na década de 1980, o hotel pode ter sido a residência do assassino em série Richard Ramirez, apelidado de "Night Stalker". Ramirez era uma presença regular em Skid Row e, de acordo com um funcionário do hotel que afirma ter falado com ele, Ramirez teria ficado no Cecil por algumas semanas. Ramirez pode ter se envolvido em parte de sua matança enquanto permanecia lá. Outro assassino em série, o austríaco Jack Unterweger, ficou no Cecil em 1991, possivelmente porque tentou copiar os crimes de Ramirez. Enquanto estava lá, ele estrangulou e matou pelo menos três profissionais do sexo, pelas quais foi condenado na Áustria. Em 30 de agosto de 1985, um grupo de residentes de Los Angeles o avistou na rua e o impediu de escapar até que a polícia chegou para prendê-lo. Em 1989, Ramirez foi condenado por 43 assassinatos e condenado à morte pela câmara de gás - embora ele acabasse morrendo de câncer em 2013, enquanto ainda aguardava seu destino no corredor da morte.
Em 2013, o Cecil (na época rebatizado como "Stay on Main", embora ainda mantendo as placas originais do Cecil Hotel e pintando anúncios em seu exterior) tornou-se novamente foco de atenção quando imagens de vigilância de uma jovem estudante canadense, Elisa Lam, comportando-se de forma estranha no elevador do hotel, tornou-se viral. O vídeo mostra Lam pressionando repetidamente os botões do elevador, entrando e saindo do elevador e possivelmente tentando se esconder de alguém. Foi gravado pouco antes de seu desaparecimento; posteriormente, seu corpo nu foi descoberto em uma cisterna de abastecimento de água no telhado do hotel, após reclamações de moradores sobre a água, que estava com gosto estranho e baixa pressão. Como ela entrou na cisterna permanece um mistério. O andar em que Lam ficou era um dos andares que não tinha filmagens de segurança, o que deixou dúvidas se sua morte foi um homicídio, até que a irmã de Lam revelou aos detetives que ela tinha um histórico de não tomar seus medicamentos. Entre seus pertences deixados no hotel estavam vários medicamentos prescritos, aparentemente intocados. Lam já havia sido diagnosticada com uma forma extrema de transtorno bipolar. Assim, a polícia determinou que seu comportamento errático no elevador foi causado por alucinação e ela mesma entrou no tanque, acreditando que estava em perigo. O Los Angeles County Coroner determinou que sua morte foi acidental devido a afogamento, sendo o transtorno bipolar um fator "significativo".